# STS-51-D

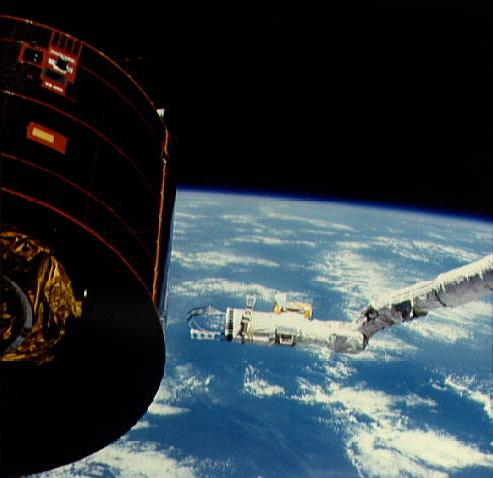

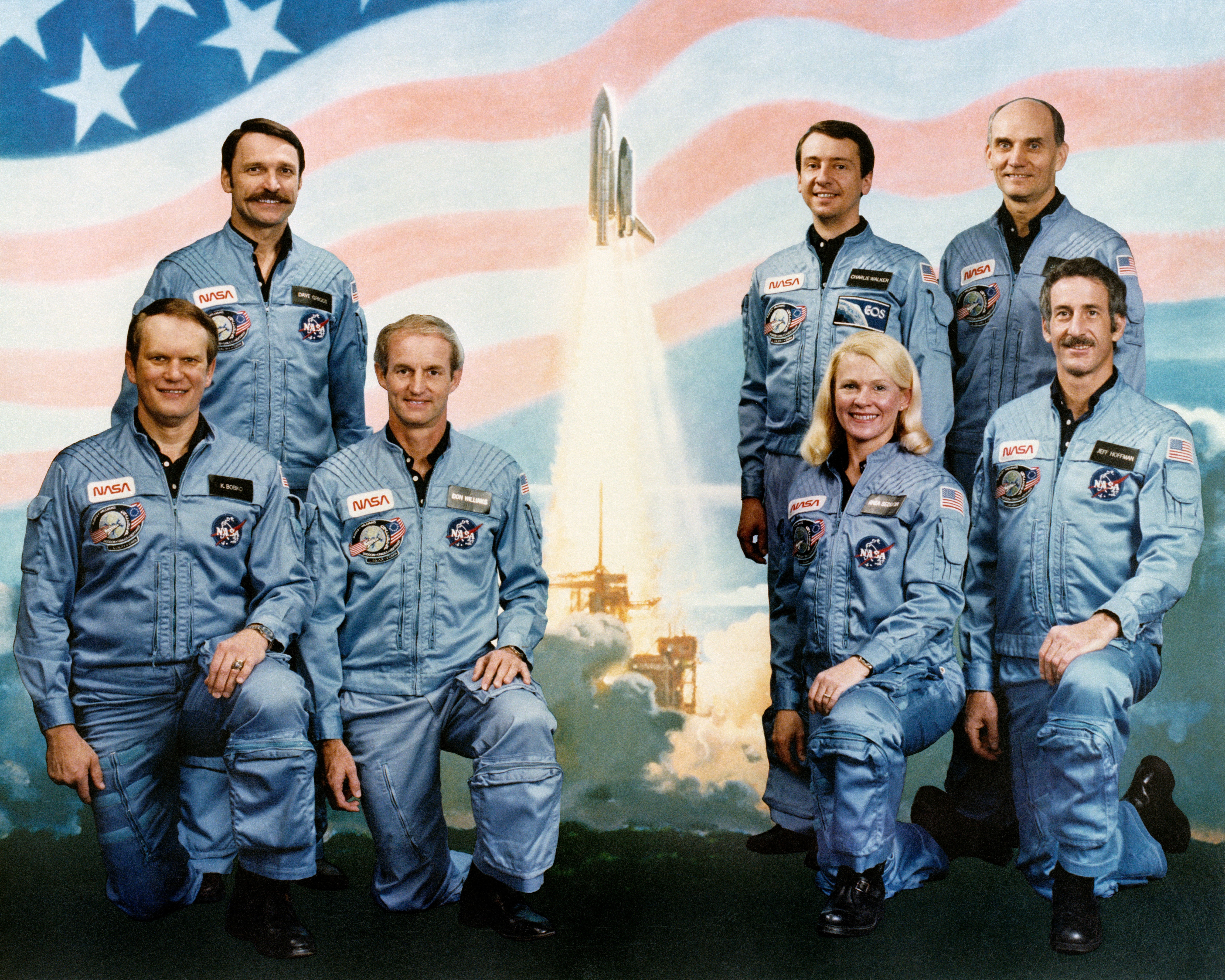
뒷줄: S. 데이비드 그릭스, 찰스 D. 워커, 제이크 간
앞줄: 캐롤 J. 보브코, 도널드 E. 윌리엄스, 레아 세돈, 제프리 A. 호프만

STS-51-D는 NASA의 우주왕복선 계획의 16번째 비행이자 디스커버리 우주왕복선의 네 번째 비행이었다. 1985년 4월 12일 플로리다 주 케네디 우주 센터(KSC)에서 STS-51-D의 발사는 보트가 제한된 고체 로켓 부스터(SRB) 복구 구역으로 이탈한 후 55분 지연되었다. STS-51-D는 확장된 세 번째 셔틀 임무였다.
1985년 4월 19일, 일주일 간의 비행 끝에 디스커버리호는 KSC에 다섯 번째 셔틀 착륙을 실시했다. 셔틀은 착륙 중에 브레이크가 심하게 손상되었고 타이어가 파열되었다. 이로 인해 이후의 모든 셔틀 착륙은 앞바퀴 조종 장치의 개발 및 구현으로 KSC에서의 착륙이 더 실현 가능해질 때까지 캘리포니아 주 에드워즈 공군기지에서 수행되어야 했다.